# Chalepus bellulus
Chalepus bellulus är en skalbaggsart som först beskrevs av Félicien Chapuis 1877.  Chalepus bellulus ingår i släktet Chalepus och familjen bladbaggar. Inga underarter finns listade i Catalogue of Life.